# Felix Dennis
Felix Dennis (27. května 1947 – 22. června 2014) byl anglický mediální podnikatel, básník, bavič a filantrop. V 60. letech patřil mezi ústřední postavy kontroverzního časopisu Oz. V roce 1973 založil vlastní vydavatelství Dennis Publishing, později vydávající tituly jako The Week, Maxim, Viz, Health & Fitness, Personal Computer World či MacUser.